# Aria (mangá)
Aria é uma série japonesa de mangá de fantasia escrita e ilustrada por Kozue Amano. A primeira temporada chama-se Aria the Animation e foi transmitida em 2005; a segunda (Aria the Natural) em 2006, e uma OVA em Setembro 2007. A terceira temporada foi lançada de 7 de janeiro a 31 de março de 2008.
A série conta a história de três aprendizes com o sonho comum de se tornarem grandes Undines. Para isso, cada uma conta com uma professora, cada uma com uma personalidade diferente. Em cada capítulo é contada uma história de maneira diferente, que acaba se transformando em uma lição de vida para todos.

## Enredo
A série centra-se o quotidiano de Akari Mizunanashi, uma garota que se mudou da Terra para a cidade Neo-Venezia do planeta Aqua. Aqua é um belo planeta envolvido completamente pela água artificialmente. Akari treina para se poder tornar uma undine, que é o nome da profissão da remadora de Aqua.
Ela vai trabalhar na corporação Aria, onde passa a viver com Alicia Florença, uma undine profissional, conhecidas como "prima". Como não é de Neo Venezia ela se diverte bastante tanto em seguir seu sonho, como em suas descobertas.

### Personagens principais
Akari Mizunashi:
Idade: 15 anos
Tipo sanguíneo: A
Status: Uma luva
Akari, a protagonista da história é uma garota muito alegre e divertida. Seu modo de ser contagia as pessoas em sua volta, fazendo com que conquiste amizades rapidamente. Seu primeiro cliente foi Akatsuki. Na realidade, ela não pode ter clientes ainda, mas como estava com Alicia ela pode ter seu cliente. Na história sempre mostra suas cartas (ou e-mails) para uma garotinha que se chama Ai, que vai embora logo ao início da história (sua primeira aparição foi no 1º episódio).
Aika S. Granzchesta:
Idade: 16
Tipo sanguíneo: O
Status: Uma luva
Aika é uma menina um pouco convencida, mas apesar de tudo ela é uma ótima amiga. Principalmente quando se trata de Alicia, pois ela admira muito Alicia. Aika é muito boa para explicar as coisas, e sempre está reclamando um pouco de Akari, sua instrutora. Sempre diz algo "Coisas embaraçosas não são permitidas!" e Akari sempre diz depois: "Ehh?!"
Alice Carroll
Idade: 14
Tipo sanguíneo: B
Status: Aprendiz (duas luvas)
Alice é uma aprendiz de undine muito habilidosa, e tímida (quieta, poderíamos dizer…), mas seu defeito é sua voz baixa, como a própria Akira aponta no episódio 7. Antes ela não gostava muito de ficar sorrindo, principalmente só para agradar clientes. Depois que conheceu Akari, ela começou a sorrir. Encontrou um gatinho que nomeou de "Maa-kun", pois ele só falava "Maaa"(deve ser algum tipo de miado diferente…), um dia sua instrutora Athena disse que ele tem olhos azuis, e podia ser o novo presidente da companhia Orange Planet.

### Presidentes
- Presidente de Aria: Aria
- Presidente de Himeya: Hime
- Presidente de Orange Planet: Maa

### Episódios
| No. | Título                                     |
| --- | ------------------------------------------ |
| 1.  | That Lovely Miracle…                       |
| 2.  | On That Special Day…                       |
| 3.  | With That Transparent Girl…                |
| 4.  | That Undeliverable Letter…                 |
| 5.  | To That Impossibly Existing Island…        |
| 6.  | Things That We Want to Protect…            |
| 7.  | That Wonderful Job…                        |
| 8.  | That Dejected President… / That Cool Hero… |
| 9.  | That Star-like Fairy…                      |
| 10. | During That Warm Holiday…                  |
| 11. | On Those Orange Days…                      |
| 12. | That Gentle Wish…                          |
| 13. | That White Morning…                        |

## Segunda temporada - Aria the Natural

### Episódios
| No. | Título                                                              |
| --- | ------------------------------------------------------------------- |
| 1.  | That Meeting at the Carnival…                                       |
| 2.  | Looking for That Treasure…                                          |
| 3.  | On That Night of the Meteor Shower…                                 |
| 4.  | That Neo-Venezia Coloured Heart…                                    |
| 5.  | The Things We Found on That Spring Day… / That Rainy Day's Honesty… |
| 6.  | That Smile Reflected in the Mirror…                                 |
| 7.  | Going to the Cats' Kingdom…                                         |
| 8.  | On That Day of the Bocolo…                                          |
| 9.  | Those Untainted Stars Are…                                          |
| 10. | That Warm Town and the People And…                                  |
| 11. | That Important Radiance…                                            |
| 12. | Chasing That Mirage… / The Light of That Wind Chime…                |
| 13. | That Big Resolution…                                                |
| 14. | That Newest Memory…                                                 |
| 15. | In the Middle of That Vast Circle…                                  |
| 16. | The Separation from That Gondola…                                   |
| 17. | If That Rainy Night Would Become Daylight…                          |
| 18. | That New Me…                                                        |
| 19. | That Crybaby… / That Young Girl's Heart…                            |
| 20. | The Shadowless Guests…                                              |
| 21. | That Night of the Milky Way Railroad…                               |
| 22. | In That Parallel World… / The Things Aqua Wants to Protect…         |
| 23. | That Sea, Love and Thoughts....                                     |
| 24. | That Tomorrow's Undine…                                             |
| 25. | That Meeting's Crystal…                                             |
| 26. | In the Middle of That Pure White Snow…                              |